# Società Ginnastica Andrea Doria - Sezione Calcio 1909-1910
Questa voce raccoglie le informazioni riguardanti la Società Ginnastica Andrea Doria - Sezione Calcio nelle competizioni ufficiali della stagione 1909-1910.

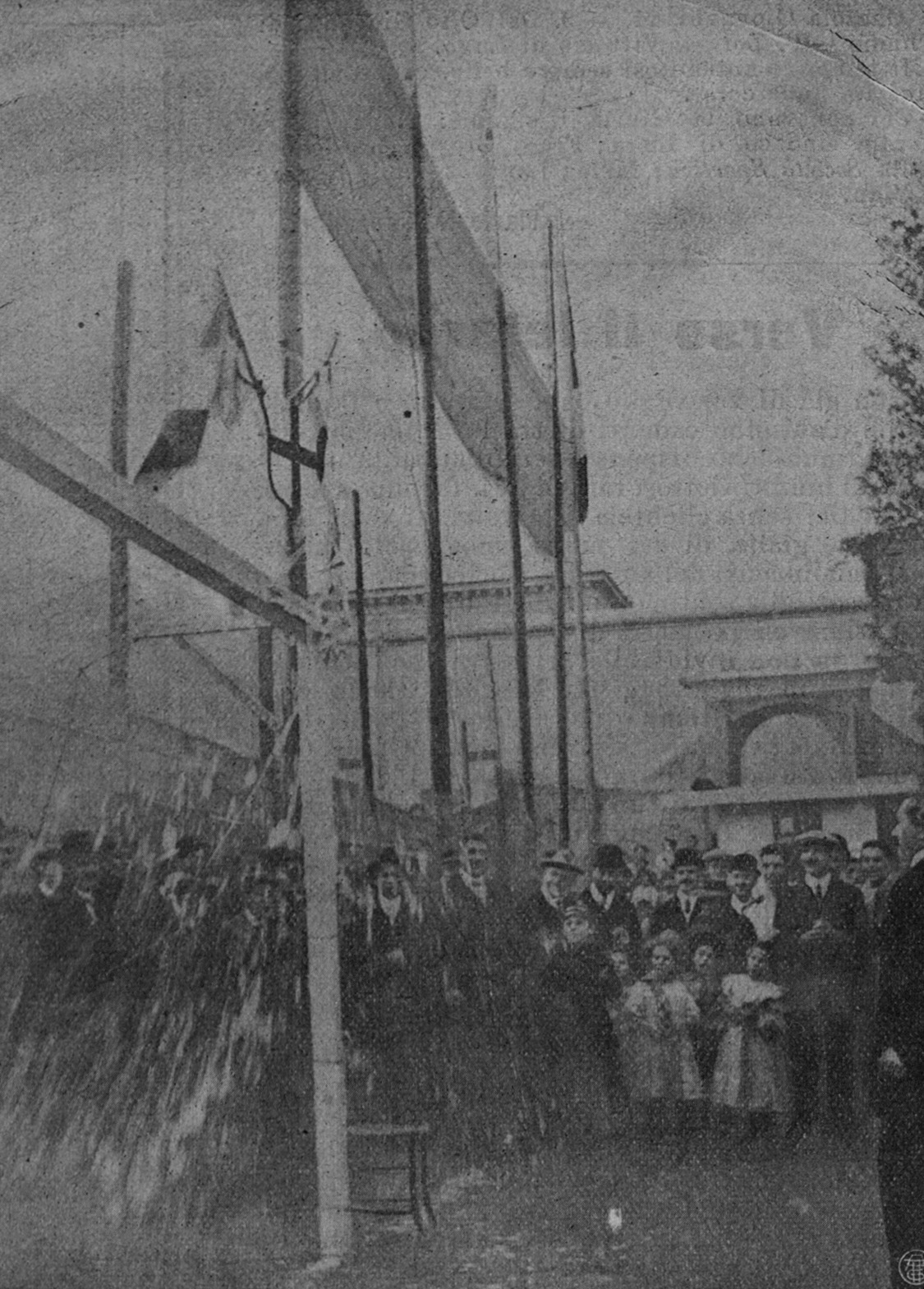
L'inaugurazione del nuovo campo dell'Andrea Doria.

## Stagione
Le partite casalinghe iniziarono domenica 14 novembre 1909 con la disputa dell'amichevole Andrea Doria-Piemonte, terminata 3-2 per i padroni di casa, nel giorno dell'inaugurazione del nuovo campo di via Clavarezza con la rottura della tradizionale bottiglia di champagne contro uno dei pali, alla presenza del presidente della federazione Luigi Bosisio.

## Divise
La maglia per le partite casalinghe presentava i colori bianco-blu, con maglia divisa in due sezioni verticali.
| Prima divisa |

## Organigramma societario
Area direttiva
- Presidente: Zaccaria Oberti

## Rosa
| N. |                   | Ruolo | Calciatore        |
| -- | ----------------- | ----- | ----------------- |
|    | Italia (bandiera) | A     | Vittorio Ansaldo  |
|    | Italia (bandiera) | A     | Ottavio Baglietto |
|    | Italia (bandiera) | C     | S. Baglietto      |
|    | Italia (bandiera) | C     | Boni              |
|    | Italia (bandiera) | A     | Brunello          |
|    | Italia (bandiera) | D     | Francesco Calì    |
|    | Italia (bandiera) | A     | Cesare De Marchi  |
|    | Italia (bandiera) | C     | Augusto Galletti  |
|    | Italia (bandiera) | C     | Carlo Galletti    |

| N. |                   | Ruolo | Calciatore            |
| -- | ----------------- | ----- | --------------------- |
|    | Italia (bandiera) | A     | Giuseppe Giordano     |
|    | Italia (bandiera) | A     | Ettore Griffini       |
|    | Italia (bandiera) | C     | Leporati              |
|    | Italia (bandiera) | A     | Domenico Macaggi      |
|    | Italia (bandiera) | P     | Luigi Marchetti       |
|    | Italia (bandiera) | D     | Merli                 |
|    | Italia (bandiera) | A     | A. Repetto            |
|    | Italia (bandiera) | A     | Aristodemo Santamaria |
|    | Italia (bandiera) | C     | Enrico Sardi          |

## Risultati

### Prima Categoria

#### Calendario
| Arbitro: | Goodley (Torino) |

|            |           |  |
| Fresia 24’ | Marcatori |  |

| 14 novembre 1909 2ª giornata |  | – Riposo |  |  |

| 21 novembre 1909 3ª giornata |  | – Riposo |  |  |

| Arbitro: | Goodley (Torino) |

|                                      |           |                 |
| Elliott 20’ Mayer s.t.’ Crocco I 90’ | Marcatori | 23’ De Marchi I |

| Arbitro: | G.Gama (Milano) |

|                    |           |                                                                |
| Ansaldo 50’ (rig.) | Marcatori | 19’, 44’ Carrer 46’, 55’ Brioschi ?’, ?’ Cevenini I ?’ Mariani |

| Arbitro: | Hug (Genova) |

|                                       |           |                |
| Sardi 2’ Brunello 60’ Calì 85’ (rig.) | Marcatori | 5’ (rig.) Lang |

| Arbitro: | G.Gama (Milano) |

|                                                                  |           |  |
| Morelli di Popolo 14’ Lang 16’ Debernardi I 35’, 65’ Geisser 70’ | Marcatori |  |

| Arbitro: | Hug (Genova) |

|                                  |           |                  |
| Sardi 10’, 15’, 70’ Brunello 25’ | Marcatori | 30’, 45’ Varisco |

| Milano 24 aprile 1910 9ª giornata | Milan | 2 – 0 A tav. referto referto 2 | Andrea Doria | Campo Milan di Porta Monforte |

| Arbitro: | Meazza (Milano) |

|                       |           |  |
| Brunello 19’ Calì 26’ | Marcatori |  |

| Arbitro: | Hug (Genova) |

|                                |           |  |
| Sardi 13’ Calì 30’ Ansaldo 85’ | Marcatori |  |

| Arbitro: | Goodley (Torino) |

|                                       |           |  |
| Santamaria 7’ Sardi 17’ De Marchi 46’ | Marcatori |  |

| Milano 6 febbraio 1910, ore 15:30 13ª giornata | Andrea Doria    | 0 – 0 referto | Ausonia | Campo Trotter\| Arbitro: \| G.Gama (Milano) \| |
| Arbitro:                                       | G.Gama (Milano) |               |         |                                                |

| Arbitro: | Pedroni (Milano) |

|                                          |           |  |
| Borel 15’ (rig.) Maffiotti 55’, 60’, 85’ | Marcatori |  |

| Arbitro: | Goodley (Torino) |

|                                                |           |  |
| Engler 5’ Peterly 8’, s.t.’, s.t.’ Payer s.t.’ | Marcatori |  |

| 27 febbraio 1910 16ª giornata |  | – Riposo |  |  |

| Arbitro: | Pasteur (Genova) |

|           |           |                                  |
| Sardi 60’ | Marcatori | 4’ Payer 80’ Peterly 85’ Schuler |

| Arbitro: | G.Gama (Milano) |

|                                                           |           |  |
| Verga 38’ Pizzi 40’ Varisco 50’, 68’ Marchetti 75’ (aut.) | Marcatori |  |

| Arbitro: | Magni (Milano) |

|  |           |                      |
|  | Marcatori | Ajmone Marsan II 36’ |

## Statistiche

### Statistiche di squadra
| Competizione               | Punti | In casa | In casa | In casa | In casa | In casa | In casa | In trasferta | In trasferta | In trasferta | In trasferta | In trasferta | In trasferta | Totale | Totale | Totale | Totale | Totale | Totale | DR  |
| Competizione               | Punti | G       | V       | N       | P       | Gf      | Gs      | G            | V            | N            | P            | Gf           | Gs           | G      | V      | N      | P      | Gf     | Gs     | DR  |
| -------------------------- | ----- | ------- | ------- | ------- | ------- | ------- | ------- | ------------ | ------------ | ------------ | ------------ | ------------ | ------------ | ------ | ------ | ------ | ------ | ------ | ------ | --- |
| Prima Categoria - Federale | 11    | 8       | 4       | 1       | 3       | 17      | 14      | 8            | 0            | 1            | 7            | 1            | 25           | 16     | 5      | 1      | 10     | 18     | 39     | -21 |
| Seconda Categoria          | 5     | 3       | 2       | 0       | 1       | 8       | 10      | 3            | 0            | 1            | 2            | 2            | 6            | 6      | 2      | 1      | 3      | 10     | 14     | -4  |
| Totale                     | 16    | 11      | 6       | 1       | 4       | 25      | 24      | 11           | 0            | 2            | 9            | 3            | 31           | 22     | 7      | 2      | 13     | 28     | 53     | -25 |

### Statistiche dei giocatori
Fonte:
| Giocatore      | Prima Categoria | Prima Categoria | Seconda Categoria | Seconda Categoria | Totale   | Totale |
| Giocatore      | Presenze        | Reti            | Presenze          | Reti              | Presenze | Reti   |
| -------------- | --------------- | --------------- | ----------------- | ----------------- | -------- | ------ |
| V. Ansaldo     | 15              | 2               | 0                 | 0                 | 15       | 2      |
| O. Baglietto   | 15              | 0               | 0                 | 0                 | 15       | 0      |
| S. Baglietto   | 1               | 0               | 0                 | 0                 | 1        | 0      |
| G. Boni        | 1               | 0               | 1+                | 0                 | 2+       | 0      |
| Brunello       | 8               | 3               | 0                 | 0                 | 8        | 3      |
| F. Calì        | 15              | 3               | 0                 | 0                 | 15       | 3      |
| C. De Marchi   | 15              | 2               | 0                 | 0                 | 15       | 2      |
| Galazzi        | 0               | 0               | 1+                | 0                 | 1+       | 0      |
| A. Galletti    | 14              | 0               | 0                 | 0                 | 14       | 0      |
| C. Galletti    | 12              | 0               | 0                 | 0                 | 12       | 0      |
| G. Giordano    | 4               | 0               | 0                 | 0                 | 4        | 0      |
| Gnecco         | 0               | 0               | 2+                | -5                | 2+       | -5     |
| E. Griffini    | 2               | 0               | 1+                | 0                 | 3+       | 0      |
| A. Grondona    | 6               | 0               | 1+                | 0                 | 7+       | 0      |
| E. Lanata      | 0               | 0               | 1+                | 0                 | 1+       | 0      |
| Leali          | 6               | 0               | 1+                | 0                 | 7+       | 0      |
| Leporati       | 1               | 0               | 0                 | 0                 | 1        | 0      |
| D. Macaggi     | 7               | 0               | 0                 | 0                 | 7        | 0      |
| L. Marchetti   | 15              | -37             | 0                 | 0                 | 15       | -37    |
| Merli          | 6               | 0               | 2+                | 0                 | 8+       | 0      |
| Olivari        | 0               | 0               | 1+                | 0                 | 1+       | 0      |
| A. Repetto (I) | 5               | 0               | 0                 | 0                 | 5        | 0      |
| Repetto (II)   | 0               | 0               | 2+                | 0                 | 2+       | 0      |
| A. Santamaria  | 15              | 1               | 0                 | 0                 | 15       | 1      |
| E. Sardi (II)  | 14              | 7               | 0                 | 0                 | 14       | 7      |
| G. Sardi (III) | 0               | 0               | 1+                | 0                 | 1+       | 0      |
| Straxino       | 0               | 0               | 1+                | 0                 | 1+       | 0      |

## Seconda Categoria
Fonti:

### Eliminatorie liguri
| Arbitro: | Crivelli (Milano) |

|                         |           |                  |
| ? 43’ Lanata 87’ (rig.) | Marcatori | s.t.’ Sanguineti |

| Arbitro: | Camperio (Milano) |

|   |           |   |
| ? | Marcatori | ? |

### Girone nazionale
| Arbitro: | Berardo (Torino) |

|                            |           |                           |
| ? 15’ ? 22’ Repetto II 60’ | Marcatori | 45’ (rig.) ? s.t.’ Opezzo |

| Vercelli 3 aprile 1910 3ª giornata | Pro Vercelli II | 2 – 0 A tav. | Andrea Doria II | Campo piazzale Conte di Torino |

| Milano 6 marzo 1910 4ª giornata                                | Libertas Milano | 3 – 1 | Andrea Doria II | Campo Milan di Porta Monforte |
| \| \| \| \| \| ? s.t.’ ? s.t.’ ? s.t.’ \| Marcatori \| 89’? \| |                 |       |                 |                               |
|                                                                |                 |       |                 |                               |
| ? s.t.’ ? s.t.’ ? s.t.’                                        | Marcatori       | 89’?  |                 |                               |

| Genova 20 marzo 1910 6ª giornata | Andrea Doria II | 2 – 8 referto | Libertas Milano | Campo sportivo della Cajenna |